# 윌리엄 워커
월리엄 워커(영어: William Walker, 1824년 5월 8일 ~ 1860년 9월 12일)은 미국 출신의 군인이자, 정치인, 언론인, 제국주의자로, 로어 캘리포니아 공화국의 초대 대통령(1853년 - 1854년), 단명한 소노라 공화국의 초대 대통령(1854년), 니카라과의 대통령(1856년 - 1857년)을 지냈다. 니카라과의 대통령으로 취임할 당시, 100명 남짓의 미국인 용병들을 이끌고, 니카라과의 수도인 마나과를 불법으로 점령하고 대통령을 자칭한 것과, 스페인어 사용국인 니카라과를 미국에 강제로 편입시키고자, 영어를 공용어로 지정하는 등의 물의를 일으킨 탓에 대통령으로 재임한 지, 1년도 안되어 대통령직에서 축출되었고, 결국, 1860년에 붙잡혀 온두라스의 트루히요에서 화형되었다.

## 생애

### 어린 시절
윌리엄 워커는 미국 테네시주의 내슈빌에서 태어나, 14세의 나이로 내슈빌 대학교에 입학하였다. 이후, 영국으로 건너가 에든버러 대학교에서 의학을 공부하였고, 귀국 후에 19세의 나이로 펜실베이니아 대학교에서 의학 박사 학위를 취득하였다. 이후 캘리포니아주의 샌프란시스코로 이주하여 저널리스트로 활동하였다.

### 멕시코에서의 활동
그때, 윌리엄 워커는 당시까지 미국에 남아있던 노예 제도를 옹호하고, 이를 확대하기 위해 노예주를 늘려야 한다고 생각했다. 그리하여 스스로 미국인들로 구성된 용병 조직을 결성하고, 멕시코의 바하칼리포르니아 준주와 소노라 지역을 공격하여 1853년에 로어 캘리포니아 공화국을 설립하고 스스로 로어 캘리포니아의 대통령으로 등극하였다. 그러나 윌리엄 워커의 용병단은 뒤이은 멕시코 군대의 공격을 이기지 못하고, 소노라 지역으로 달아났다. 이곳에서 다시 소노라 공화국을 선언하고 대통령직을 자칭하였으나, 1854년에 소노라 공화국도 멕시코 군대에 의해 점령당하여 해체되었고, 윌리엄 워커와 그의 용병단은 니카라과로 달아났다.

### 니카리과와 온두라스에서의 활동
니카라과로 달아난 윌리엄 워커는 당시 미국의 대통령이었던 제임스 뷰캐넌에게 니카라과를 미국의 주로 편입하려는 계획을 승인해달라는 요청을 하였고, 제임스 뷰캐넌은 이를 승낙하였으나 이에 따른 별다른 지원은 하지 않았다. 그러나 윌리엄 워커가 이끄는 미국인 용병들은 1856년에 니카라과의 마나과를 점령하고 윌리엄 워커를 니카라과의 국가 원수로 추대하였다. 당시의 니카라과는 내전이 벌어지고 있었고, 덕분에 손쉽게 니카라과 정부를 장악한 윌리엄 워커는 니카라과 제국을 선포하고 니카라과의 황제를 자칭하였다. 그동안 윌리엄 워커가 장악한 니카라과 정부는 니카라과가 스페인어권에 속함에도 불구하고, 니카라과 국민들에게 영어의 사용을 강요하고 백인을 귀족으로 하는 백인 우월주의 정책을 펴, 니카라과 국민들의 격렬한 반발을 샀다. 그러나 이를 안 군벌 세력들이 즉각 힘을 합쳐 윌리엄 워커가 장악한 니카라과 정부를 공격하자, 윌리엄 워커는 니카라과 제국의 해체를 선언하고 니카라과를 도로 공화국으로 되돌려 놓은 뒤,
스스로를 니카라과의 대통령으로 선언하였으나, 얼마 못 가고 마나과가 점령당하기 직전에 휘하의 용병단과 함께 미국으로 달아났다. 그 뒤에 미국에서 사람들을 모아 다시 용병단을 꾸리고 니카라과에 이웃한 나라인 온두라스로 갔으나, 니카라과에서의 만행이 이미 온두라스에도 알려진 탓에 윌리엄 워커는 온두라스 군대와 감히 싸워보지도 못하고, 영국령 온두라스로 달아나야 했다. 이때, 니카라과와 온두라스에서는 윌리엄 워커의 목에 거액의 상금을 걸었다.

### 영국령 온두라스에서의 활동
영국령 온두라스(현재의 벨리즈)는 주변의 다른 지역과는 달리 영어 사용 지역이었고, 이 점을 노린 윌리엄 워커는 이곳은 미국과 같은 언어를 쓰는 만큼 미국인인 자신에게 우호적일 것이라 생각하였고, 그러한 생각에 따라 영국령 온두라스를 공격하였다. 그러나 그의 용병단은 당시 세계 최강국이었던 영국의 군대를 맞아 싸워 크게 패하였고, 영국령 온두라스에서 벌인 교전으로 완전히 궤멸되었다. 윌리엄 워커 역시 영국군의 포로가 되었고, 영국 병사들은 끝까지 자기가 니카라과의 황제임을 주장하는 그에게 목줄을 걸고 땅바닥에 음식을 던져주는 등의 모욕을 주었다. 영국령 온두라스의 총독은 온두라스에 우호적인 모습을 보이려던 영국 정부의 방침에 따라, 윌리엄 워커를 온두라스로 압송하였다.

### 죽음
영국 군대에 의해 온두라스로 보내진 윌리엄 워커는 온두라스 국민들에게 돌팔매질과 갖은 모욕을 당하였고, 온두라스 법원은 그에게 사형을 선고하였다. 그리하여, 윌리엄 워커는 1860년에 온두라스의 트루히요에서 산 채로 화형되었다.

## 같이 보기
- 제퍼슨 데이비스
- 릴리우오칼라니
- 샌퍼드 돌

| 전임 파트리시오 리바스 | 니카라과의 대통령 1856년 ~ 1857년 | 후임 막시모 헤레스 토마스 마르티네스 |